# 서귀포초등학교
서귀포초등학교는 대한민국 제주특별자치도 서귀포시 서귀동에 있는 공립 초등학교이다.

## 학교 연혁
- 1920년 2월 1일 설립인가
- 1920년 12월 23일 서귀공립보통학교(4년제) 개교(서귀리 713)설립인가 2월 1일
- 1931년 4월 1일 6년제로 개편
- 1931년 6월 12일 현 교사로 이전
- 1938년 4월 1일 서귀포북공립심상소학교로 개칭[1][2]
- 1941년 4월 1일 서귀포북공립국민학교로 개칭[3]
- 1947년 10월 7일 서귀공립국민학교 개칭
- 1950년 6월 1일 서귀국민학교로 개칭[4]
- 1967년 3월 1일 서귀중앙초등학교 분리
- 1972년 3월 1일 도지정 서예연구학교
- 1981년 3월 1일 문교부 지정 교과용도서 실험학교 운영
- 1988년 7월 11일 서귀포국민학교로 교명 변경
- 1989년 3월 1일 도교위 지정 컴퓨터교육 시범학교
- 1992년 10월 17일 정방어린이집(급식소)개관
- 1994년 3월 1일 교육부 지정 보건교육 연구학교 운영
- 1996년 3월 1일 서귀포초등학교로 교명 변경[5]
- 2003년 3월 1일 교육인적자원부 지정 ICT 활용 연구학교 운영
- 2003년 8월 16일 학교도서관 디지털자료실 개관
- 2004년 6월 28일 생태연못(들꽃마을샘터)준공
- 2006년 3월 1일 제주특별자치도교육청 지정 과학교육선도 시범학교 운영
- 2007년 3월 1일 제주특별자치도교육청 지정 제주형자율학교 운영
- 2008년 12월 31일 2008 학교평가 최우수학교 선정 교육과학기술부장관상 수상
- 2009년 3월 1일 제주특별자치도교육청 지정 제 2 기 제주형자율학교 운영
- 2009년 3월 1일 어린이 교육복지투자우선지역 지원 사업 운영
- 2011년 3월 1일 제주특별자치도교육청 지정 제 3 기 제주형자율학교 운영
- 2012년 3월 1일 제주특별자치도교육청 지정 학교급식교육 시범학교 운영
- 2013년 3월 1일 시교육지원청 지정 독서교육 선도학교, 인터넷역기능 예방
- 2013년 3월 1일 선도학교 운영 교육부 지정 바른말 누리단 운영
- 2014년 10월 31일 서귀백년관(다목적강당, 급식소) 준공
- 2015년 3월 1일 병설유치원 개원
- 2018년 9월 1일 제34대 김무근 교장 부임
- 2019년 3월 1일 특수학급 및 Wee 클래스 신설, 13학급 편성(특수학급 포함)
- 2019년 10월 1일 다목적강당 및 역사실 리모델링
- 2020년 1월 3일 제97회 졸업 42명(총 16,048명)
- 2020년 3월 1일 유치원 특수학급 신설
- 2020년 4월 1일 교사동 별관 내진 보강 공사
- 2020년 12월 20일 교사동 도장 공사
- 2021년 1월 8일 제 98 회 졸업 40명(총 16,088명)

## 학교 상징
- 교화(校花) - 영산홍 : 정열적이고 진취적이다. 사랑과 봉사의 정신을 배운다.
- 교목(校木) - 동백나무 : 성실하고 깨끗하다. 참된 용기와 끈기있는 생활을 배운다.
- 캐릭터 - 바름이, 하늘이 : 맑은 폭포와 자연을 사랑하는 마음(바름이), 향기롭고 슬기로운 서귀포초등학교 어린이를 상징(하늘이)

## 참고 자료
- 서귀포초등학교  - 공식 웹사이트